# Cheilopallene nodulosa
Cheilopallene nodulosa är en havsspindelart som beskrevs av Hong, J.S och I.H. Kim 1987. Cheilopallene nodulosa ingår i släktet Cheilopallene och familjen Callipallenidae. Inga underarter finns listade i Catalogue of Life.